# Ошель (Франция)
Ошель (фр. Auchel) — коммуна во Франции, регион О-де-Франс, департамент Па-де-Кале, округ Бетюн, кантон Ошель. Расположена в 13 км к юго-западу от Бетюна и в 33 км к северо-западу от Арраса, в 5 км от автомагистрали А26 «Англия».
Западнее и севернее города, на расстоянии 60 км лежит побережье Северного моря, в 32 км восточнее Ошеля — граница Франции с Бельгией.
Население (2018) — 10 399 человек.

## Достопримечательности
В Ошеле открыты Горный музей и Музей почтовых голубей, так как среди горняков имеется много любителей разведения этих птиц. Местная церковь Сен-Мартен была построена в XV столетии, здание мэрии — в XVI веке.

## Экономика
В 1851 году близ Ошеля были обнаружены крупные месторождения каменного угля, что привело к быстрому росту населения. В 1950 году здесь проживало 15 тысяч человек. В 1960-е годы, после закрытия ряда шахт, численность населения городка резко снизилось.
Структура занятости населения:
- сельское хозяйство — 0,5 %
- промышленность — 15,9 %
- строительство — 7,9 %
- торговля, транспорт и сфера услуг — 31,9 %
- государственные и муниципальные службы — 43,8 %

Уровень безработицы (2013) — 27,3 % (Франция в целом — 12,8 %, департамент Па-де-Кале — 17,2 %). 

Среднегодовой доход на 1 человека, евро (2018) — 15 830 (Франция в целом — 21 730, департамент Па-де-Кале — 19 200).

## Демография
Динамика численности населения, чел.

## Администрация
Пост мэра Ошеля с 2001 года занимает Филибер Берье ((Philibert Berrier). На муниципальных выборах 2020 года возглавляемый им центристский список победил в 1-м туре, получив 57,47 % голосов.
| Период | Период | Фамилия          | Партия                                       | Примечания                                     |
| ------ | ------ | ---------------- | -------------------------------------------- | ---------------------------------------------- |
| 1947   | 1977   | Фернан Дегрюгийе | Социалистическая партия                      |                                                |
| 1977   | 1995   | Жан-Люк Бекар    | Коммунистическая партия                      | член Генерального совета департамента, сенатор |
| 1995   | 2001   | Жан-Луи Паке     | Коммунистическая партия                      |                                                |
| 2001   | 2018   | Ришар Жаррет     | Разные правые, Союз демократов и независимых | врач, член Генерального совета департамента    |
| 2018   |        | Филибер Берье    | Разные правые                                |                                                |

## Города-побратимы
- Уэст-Мейлинг, Великобритания
- Туркеве, Венгрия
- Изерлон, Германия

## Галерея

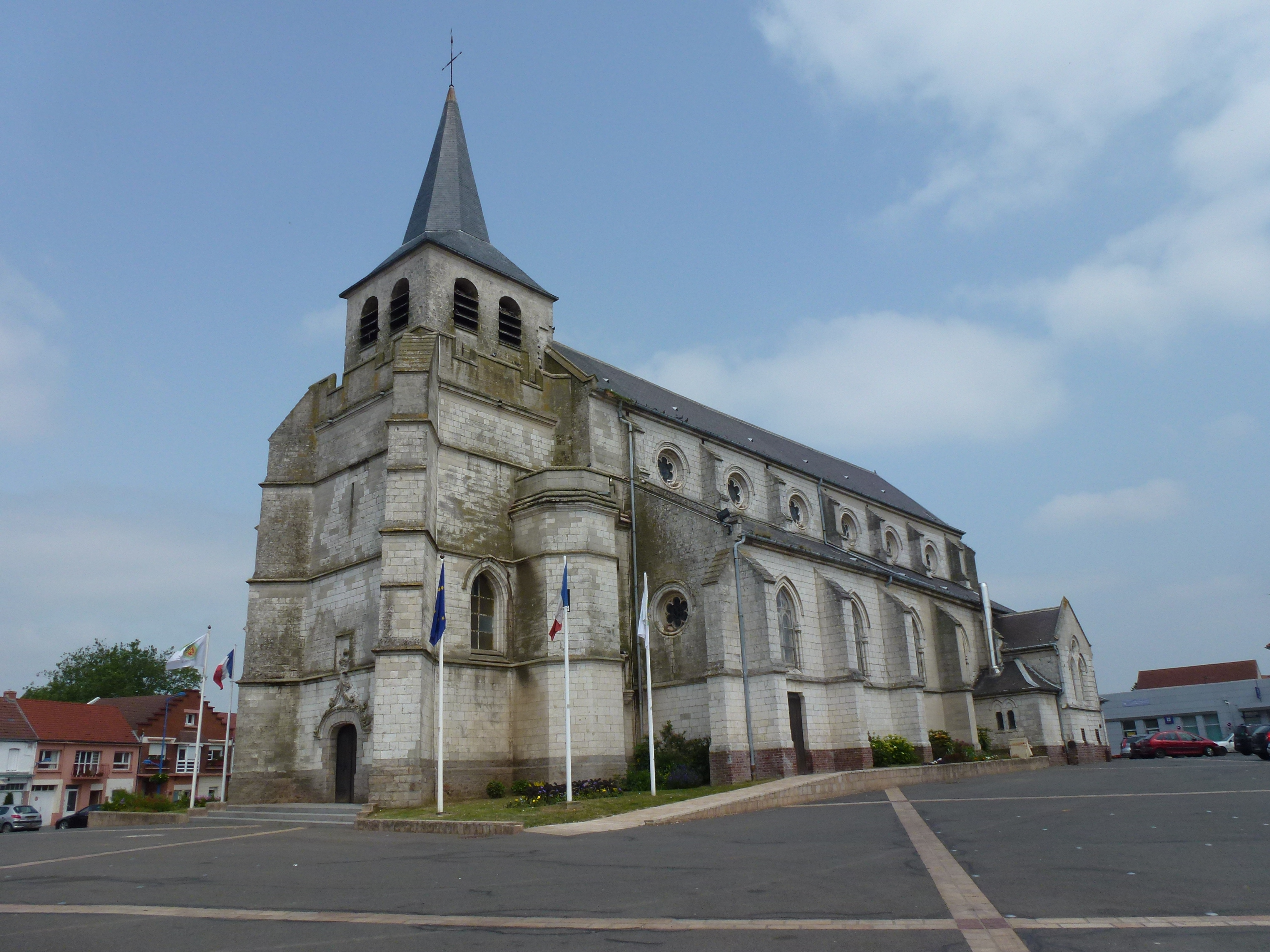
Церковь Святого Мартина
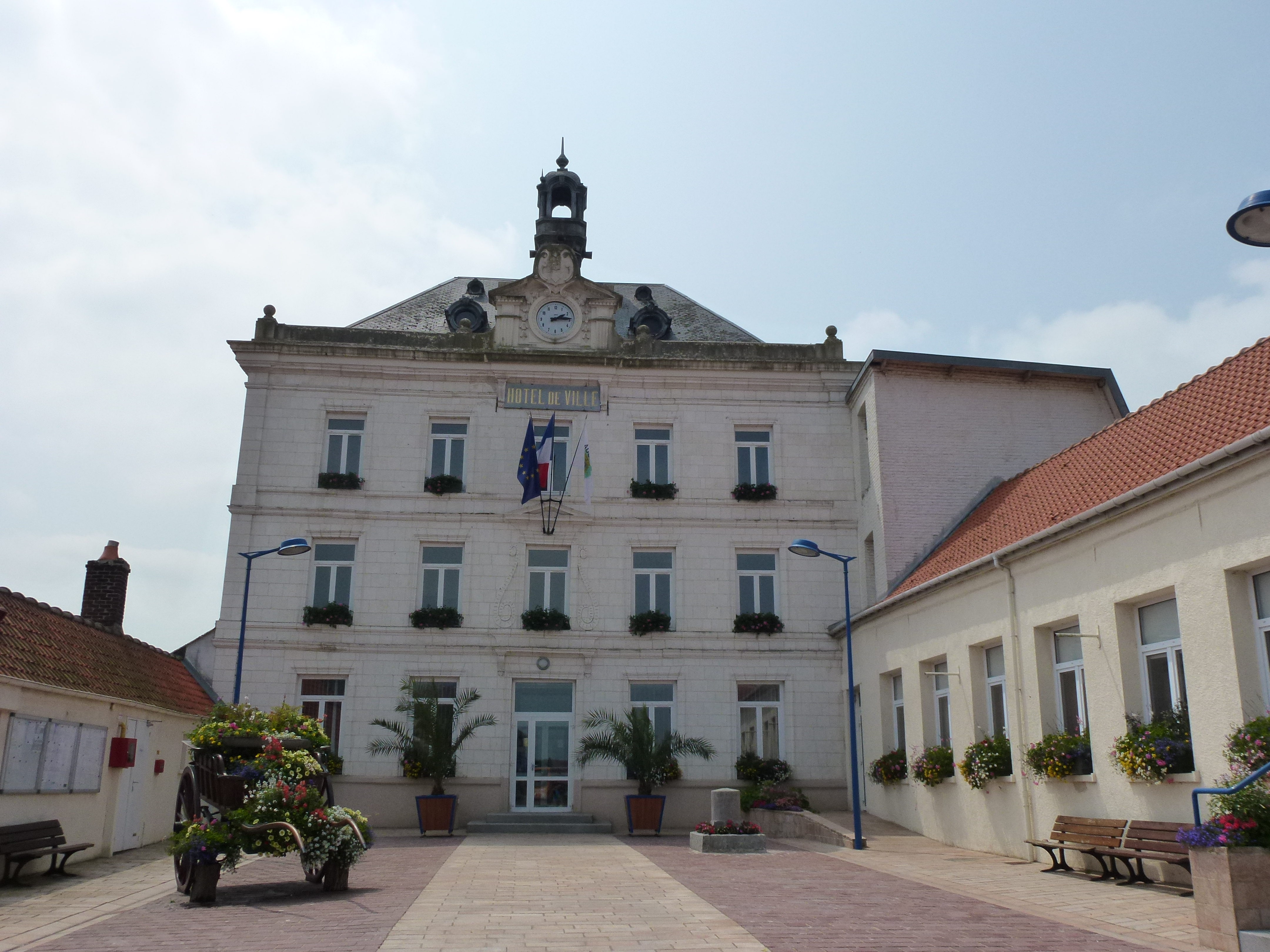
Мэрия